# San Esteban de Guarga
San Esteban de Guarga (aragonesisch Sant Isteban de Guarga) ist ein spanischer Ort in der Provinz Huesca der Autonomen Gemeinschaft Aragonien. San Esteban de Guarga, im Pyrenäenvorland liegend, gehört zur Gemeinde Sabiñánigo. Der Ort hatte im Jahr 2015 fünf Einwohner.

## Geographie
Der Ort liegt etwa 29 Straßenkilometer südöstlich von Sabiñánigo, er ist über die N330 und danach über die Landstraße A1604 zu erreichen.